# Juan Pedro Bolaños
Juan Pedro Bolaños Hernández (Santa María de Guía de Gran Canaria, Las Palmas, 18 de abril de 1964) es un bioquímico e investigador en neurociencias especializado en el área de neuroenergética y metabolismo. Es catedrático de Bioquímica y Biología Molecular en la Universidad de Salamanca. Su investigación se centra en el entendimiento de mecanismos moleculares que regulan el metabolismo y la homeostasis redox en las células del sistema nervioso central. Ha recibido varios reconocimientos a lo largo de su carrera científica, entre ellos el Premio Castilla y León de Investigación Científica y Técnica e Innovación 2021.

## Trayectoria profesional
De familia de farmacéuticos, durante su infancia ayudaba a su padre en algunas tareas de su laboratorio de análisis clínicos en su localidad. Fue ahí donde comenzó su interés por la química aplicada a la biología, y finalmente por las ciencias farmacéuticas.
Estudió la licenciatura en Farmacia en la Universidad de Salamanca, donde se graduó con honores en 1987. Posteriormente realizó el doctorado en la misma universidad bajo la tutela del Dr. José Mª Medina Jiménez. Como parte de su doctorado, realizó una estancia de investigación en Oxford, Inglaterra, en el Metabolic Reseach Laboratory, bajo la supervisión de Dereck Williamson. Defendió su tesis doctoral sobre el metabolismo del ácido valproico en el sistema nervioso central en 1992, graduándose con honores ese mismo año. De 1993 a 1995 realizó una estancia de investigación postdoctoral en el Instituto de Neurología de University College de Londres con una beca Marie Curie.
En 1996 obtuvo la plaza de profesor titular del Departamento de Bioquímica y Biología Molecular en la Universidad de Salamanca. En 1997 estableció su propio grupo de investigación trabajando en un proyecto financiado por el Ministerio de Ciencia y Tecnología. De 1997 a 2004 fungió como Secretario Académico del Departamento de Bioquímica y Biología Molecular. Completó la prueba de habilitación nacional de catedrático en 2005, y en 2007 se incorporó como catedrático en la Universidad de Salamanca.
Su grupo de investigación está situado en el Instituto de Biología Funcional y Genómica (centro mixto Universidad de Salamanca y CSIC), y es reconocido como Grupo de Excelencia de Castilla y León. Mantiene colaboraciones con centros de investigación a nivel nacional e internacional, entre las que se encuentran el Hospital Universitario de Salamanca, University College London, y el Instituto de Salud San Carlos III.
Ha sido editor en varias revistas científicas internacionales como Science, PNAS, Nature Communications, Nature Reviews Neuroscience, y Cell Metabolism. En 2021, la revista Neurochemical Research le dedicó un número especial con artículos relacionados con sus líneas de estudio, como homenaje a su trayectoria académica. Además, forma parte del panel de revisores de organizaciones internacionales como Human Frontier Program Organization, FWO, Wellcome Trust, Parkinson’s UK, Michael J. Fox Foundation, entre otras.
Ha participado en los comités de organización y dirección de distintos congresos y eventos científicos. En 2017 junto con Gilles Bonvento organizaron el simposio sobre interacciones redox y metabólicas entre neuronas y astrocitos. En 2022 dirigió junto con Giovanni Mariscano y Anne-Karine Bouzier-Sore el curso de Bioenergética para Funciones del Cerebro como parte del Cajal Advanced Neuroscience Training Programme. Ese mismo año dirigió la escuela de verano de la International Society of Neurochemistry y el Journal of Neurochemistry bajo la temática de Metabolismo Cerebral en la Salud y Enfermedad.

## Líneas de investigación
Su investigación se centra en entender los mecanismos moleculares que regulan el metabolismo y la homeostasis redox en las células del sistema nervioso central. En particular, el estudio de las proteínas y las vías de señalización responsables de la adaptación del metabolismo neuronal a la elevada demanda energética y antioxidante impuesta por la neurotransmisión. Dentro de los objetivos de su equipo de trabajo, además del avance del conocimiento, es identificar dianas metabólicas y alteraciones genéticas que contribuyen al malfuncionamiento de la neurotransmisión y causan problemas neurológicos, incluyendo enfermedades neurodegenerativas, e incluso contribuyen al envejecimiento. Para lograrlo, realizan un proyecto de investigación que consiste en la validación de la proteína fosfatasa 2c(pp2c) en estados psicóticos, y para abordar el trastorno por consumo de cannabis. También evalúan el potencial farmacológico de compuestos neuroprotectores en el tratamiento de la enfermedad de Parkinson y Alzheimer. Otro de sus líneas de estudio consiste en la reprogramación metabólica de los astrocitos y su impacto en la función neuronal.

## Premios y distinciones
En reconocimiento a su labor docente, de investigación y trayectoria académica, ha sido acreedor de distintos premios.
- 2005: Marie Curie Excellence Award. Otorgado por la Comisión Europea en reconocimiento de su trabajo de investigación.[16][17][18]
- 2008 a 2011: Reconocimiento como editor del año de la revista Biochemical Journal.[6][19]
- 2019: Premio María de Maeztu a la excelencia científica. Otorgado por la Universidad de Salamanca.[20]
- 2021: Homenaje por parte de la revista científica Neurochemical Research destacando su trayectoria académica.[10][21]
- 2021: Premio Castilla y León de Investigación Científica y Técnica e Innovación. Por sus publicaciones científicas, las colaboraciones internacionales que ha establecido, y su proyección de futuro como embajador de la ciencia de Castilla y León.[22][23][24]

- 2022: Bachelard Lectureship Award. Otorgado por la European Society for Neurochemistry por la plática titulada Metabolic shapes of brain cells and functional consequences.[25]

### Sociedades científicas
Pertenece a varias sociedades científicas, e incluso en algunas de ellas ha formado parte de las mesas directivas.
- Miembro de la European Society for Neurochemistry (ESN) y Presidente durante el periodo 2011-2013.[26][27]
- Miembro de la International Society for Neurochemistry (ISN) y del comité de la escuela de verano organizada por dicha sociedad y el Journal of Neurochemistry.[28]
- Cónsul de la Sociedad Española de Bioquímica y Biología Molecular (SEBBM) y coordinador del grupo de neurobiología molecular en el periodo 2007-2010.[29]

## Producción científica
A lo largo de su trayectoria, ha supervisado a múltiples estudiantes nacionales e internacionales y dirigido sus tesis doctorales, algunas de ellas han recibido distinción europea. Ha publicado más de 150 artículos en revistas internacionales de alto impacto y aparece citado como uno de los científicos más relevantes del mundo en la lista elaborada por la Universidad Stanford.
Entre sus publicaciones científicas destacadas se encuentran las siguientes:
- PINK1 deficiency sustains cell proliferation by reprogramming glucose metabolism through HIF1. Donde se expone que la deficiencia de la proteína PINK1, implicada en la enfermedad de Parkinson, afecta la supervivencia de las neuronas.[32][33]
- Astrocytic mitochondrial ROS modulate brain metabolism and mouse behavior. En el que se demuestra que las especies reactivas de oxígeno producidas por los astrocitos tienen un efecto protector sobre las neuronas.[34][35]
- Aberrant upregulation of the glycolytic enzyme PFKFB3 in CLN7 neuronal ceroid lipofuscinosis. Donde se explica el mecanismo de degradación de las neuronas en la enfermedad de Batten y se propone una estrategia farmacológica para evitarlo.[15][36][37][38][39]
- Glucose metabolism links astroglial mitochondria to cannabinoid effects. En el que se expone la relación entre el metabolismo energético del cerebro, el consumo de cannabis, y la falta de interacción social.[40][41]
- Targeting PFKFB3 alleviates cerebral ischemia-reperfusion injury in mice. Dentro del que se da a conocer un potencial tratamiento para prevenir la muerte neuronal, el cual puede ser utilizado en casos de lesión cerebral traumática, isquemia cerebral, esclerosis lateral amiotrófica, enfermedad de Alzheimer, o enfermedad de Huntington.[42][43]

De acuerdo con Scopus, sus publicaciones científicas más citadas son:
- The bioenergetic and antioxidant status of neurons is controlled by continuous degradation of a key glycolytic enzyme by APC/C–Cdh1[45]
- Nitric oxide‐mediated mitochondrial damage in the brain: mechanisms and implications for neurodegenerative diseases[46]
- Effect of peroxynitrite on the mitochondrial respiratory chain: differential susceptibility of neurones and astrocytes in primary culture.[47]
- Nitric oxide, cell bioenergetics and neurodegeneration.[48]
- Nitric oxide, mitochondria and neurological disease.[49]